# Nicolás Muñoz Cerisola
Nicolás Muñoz Cerisola (Málaga, 1849-Málaga, 1907) fue un escritor y periodista español.

## Biografía
Malagueño, habría nacido en 1849. Fue cronista de Málaga y colaborador en la prensa local desde 1865, sobre todo de El Museo de Málaga. Fue fundador de El Museo (1874) y La Patria, además de publicar novelas en La Ilustración Española y obras como Rimas (1875), Semblanzas (1876), Romances de ciego (1896) y Sátiras de Juvenal. De temática social escribió títulos como Las sociedades cooperativas, El problema social, Los nihilistas, Los socialistas y Los anarquistas. Falleció en Málaga el 18 de julio de 1907. Tuvo un sobrino llamado Nicolás Pérez Muñoz-Cerisola, también periodista, con quien no se le debe confundir.